# 레떼아모르
레떼아모르(Letteamor)는 대한민국의 크로스오버 사중창 그룹이다. 2020년 크로스오버 남성 보컬 오디션 프로그램인 JTBC 팬텀싱어 시즌3 결승전에서 최종 3위를 차지했다. 
팀명은 편지를 뜻하는 이탈리아어 'Lettera'와 사랑을 뜻하는 라틴어 'Amor'를 조합한 이름으로 사랑 가득한 마음을 담은 편지를 보내듯 진심으로 노래하겠다는 것을 표현하고 있다.

## 음반
- 팬텀싱어3 Episode 9 :: 《You and I (Vinceremo)》, 《High and Dry》
- 팬텀싱어3 Episode 10 :: 《Oceano》, 《Love will never end》
- 팬텀싱어 올스타전 디지털 싱글 음원 :: 《Story of my life》, 《내 생애에 아름다운》, 《Always》, 《태양을 피하는 방법》
- 2021. 6. 미니앨범 <WISH>
- 2021. 12. 디지털 싱글 <이 별 빛>

## 공연
- 2020. 8. 팬텀싱어 갈라콘서트 (서울, 대구)
- 2020. 10. 팬텀싱어 갈라콘서트 (일산, 부산)
- 2020. 11. 팬텀싱어 앙코르 갈라콘서트 (서울)
- 2020. 12. BMW 언택트 콘서트 BMW YEAR-END UNTACT CONCERT (서울)
- 2021. 3. 올 댓 베토벤 & 팬텀 (서울)
- 2021. 4 ~ 6. YOU＇RE MY EVERYTHING (고양, 성남, 수원, 대전, 부산 각 2회)
- 2021. 5. Voice of Phantom (서울)
- 2021. 5 / 6. 팬텀싱어 올스타전 갈라 콘체르토 (서울)
- 2021. 6. 파리를 사랑하는 이유 오페라 & 뮤지컬 (서울)
- 2021. 7 / 9. 미니앨범 발매 기념 콘서트 <Wish> (서울, 고양)
- 2021. 8. 팬텀 오브 디 오케스트라 (서울)
- 2021. 9. <The Most Beautiful Thing> with 레떼아모르
- 2021. 9. [2021 온택트 강남페스티벌] 강남심포니오케스트라와 함께하는 가을의 향연 (서울)
- 2021. 11. 어썸 뮤직 페스티벌 시즌 2
- 2021. 12. <광명장애청년 다소니&루멘챔버오케스트라의 제 5회 정기연주회> (광명)
- 2021. 12. <Great Adios 2021 with Letteamor> (서울 3회)
- 2023. 2. 레떼아모르 올 데이 콘서트 (LETTEAMOR All Day Concert) (서울 2회)

## 방송

### TV
- 2020. 6~7. JTBC 《팬텀싱어》 시즌 3
- 2020. 9. JTBC 《히든싱어》
- 2020. 9. KBS 《열린 음악회》
- 2021. 1. KBS 《열린 음악회 - 신년특집》
- 2021. 1. JTBC 《팬텀싱어 3 갈라콘서트》
- 2021. 1. ~ 4. JTBC 《팬텀싱어 올스타전》
- 2021. 1. SBS 《신년특집 세기의 대결 AI vs 인간》
- 2021. 5. TBS 《518 민주화 운동 기념식》
- 2021. 5. KBS 《열린 음악회》
- 2021. 6. KBS 《아침마당 - [월요토크쇼 명불허전] 4인 4색 천상의 하모니》
- 2021. 7. KBS 《유희열의 스케치북》
- 2021. 8. 광주MBC 《문화콘서트 난장》
- 2021. 8. KBS 8.15 특별기획 해양 영토 더 큰 대한민국
- 2021. 8. KBS 《열린 음악회》
- 2021. 10. KBS 《열린 음악회 - 한민족을 위한 편》

### 라디오
- 2020. 8. 네이버 Now 《라비의 퀘스천마크》
- 2020. 8. EBS FM 《이승열의 세계음악기행》
- 2020. 9. SBS 러브 FM 《이숙영의 러브FM》
- 2020. 9. EBS FM 《정세운의 경청 - 가을밤 미니 콘서트 Fall in Love with 레떼 아모르》
- 2020. 9. 네이버 Now 《점심 어택》
- 2020. 10. SBS 파워FM 《두시탈출 컬투쇼》
- 2020. 10. SBS 파워FM 《최화정의 파워타임》
- 2020. 12. SBS 파워FM 《최화정의 파워타임》
- 2021. 4. 네이버 Now 《점심 어택》
- 2021. 6. 네이버 Now 《쌩수다》
- 2021. 6. TBS eFM 《스윗 랑데뷰》
- 2021. 6. 네이버 Now 《퀘스천마크》
- 2021. 7. SBS 파워FM 《김영철의 파워 FM》
- 2021. 7. EBS FM 《이승열의 세계음악기행》
- 2021. 9. 네이버 Now 《응수CINE》
- 2021. 9. 네이버 Now 《점심 어택》